# Нижня Соч
Нижня Соч (рос. Нижняя Сочь, Нижняя Соч) — річка в Республіці Комі, Росія, ліва притока річки Когель, правої притоки річки Ілич, правої притоки річки Печора. Протікає територією Троїцько-Печорського району та Вуктильського міського округу.
Річка протікає на північ, північний захід, захід, південний захід, північний захід, захід та південний захід. Останні 2 км течії знаходиться на території Вуктильського міського округу.
Притоки:
- права — Сочйоль (Соч'єль)
- ліві — без назви (довжина 14 км[1]), Мала Соч